# UCI-E-Mountainbike-Weltcup 2023
Beim UCI-E-Mountainbike-Weltcup 2023 wurden durch die Union Cycliste Internationale und die World E-Bike Series die Weltcupsieger im E-Mountainbike ermittelt.

## Ablauf
Der Terminkalender wurde im Februar 2023 verkündet und enthielt zunächst 11 Termine an sechs Wochenenden. Allerdings ergaben sich im Laufe der Saison einige Änderungen. Hinzu kamen zwei Wochenenden in Italien und Deutschland, während der Termin im französischen Charade wieder abgesagt wurde. Letzten Endes wurden daher 13 Runden an sieben Standorten durchgeführt:
- Monaco: 20. und 21. Mai
- Bologna: 10. und 11. Juni
- Val Seriana: 15. und 16. Juli
- Spa: 29. und 30. August
- Bielstein: 2. und 3. September
- Girona: 22. und 23. September
- Castelldefels: 21. Oktober

Der Saisonauftakt war nominell in Monaco, tatsächlich aber auf französischem Boden. Statt wie in den Vorjahren bei Peille, wurde diesmal ein Parcours nahe Breil-sur-Roya gewählt. Der Saisonabschluss fand wie zuvor in Castelldefels bei Barcelona statt.

## Männer
| #  | Datum         | Ort           | Erster         | Zweiter         | Dritter              |
| -- | ------------- | ------------- | -------------- | --------------- | -------------------- |
| 1  | 20. Mai       | Monaco        | Jérôme Gilloux | Joris Ryf       | Hugo Pigeon          |
| 2  | 21. Mai       | Monaco        | Émeric Ienzer  | Hugo Pigeon     | Jérôme Gilloux       |
| 3  | 10. Juni      | Bologna       | Jérôme Gilloux | Robert Williams | Martino Fruet        |
| 4  | 11. Juni      | Bologna       | Théo Charmes   | Jérôme Gilloux  | Joris Ryf            |
| 5  | 15. Juli      | Val Seriana   | Jérôme Gilloux | Joris Ryf       | Heiko Hog            |
| 6  | 16. Juli      | Val Seriana   | Joris Ryf      | Jérôme Gilloux  | Théo Charmes         |
| 7  | 29. August    | Spa           | Joris Ryf      | Mirko Tabacchi  | Jérôme Gilloux       |
| 8  | 30. August    | Spa           | Joris Ryf      | Jérôme Gilloux  | Mirko Tabacchi       |
| 9  | 2. September  | Bielstein     | Jérôme Gilloux | Joris Ryf       | Théo Charmes         |
| 10 | 3. September  | Bielstein     | Jérôme Gilloux | Joris Ryf       | Mirko Tabacchi       |
| 11 | 22. September | Girona        | Jérôme Gilloux | Joris Ryf       | Mirko Tabacchi       |
| 12 | 23. September | Girona        | Jérôme Gilloux | Joris Ryf       | Lluc Coma Macia      |
| 13 | 21. Oktober   | Castelldefels | Jérôme Gilloux | Mirko Tabacchi  | Guillem Cassu Cantin |

Gesamtwertung
| Platz | Name           | Punkte |
| ----- | -------------- | ------ |
| 1     | Jérôme Gilloux | 292    |
| 2     | Joris Ryf      | 235    |
| 3     | Théo Charmes   | 127    |
| 4     | Rico Libesch   | 108    |
| 5     | Heiko Hog      | 104    |
| 6     | Mirko Tabacchi | 101    |

## Frauen
| #  | Datum         | Ort           | Erste               | Zweite              | Dritte             |
| -- | ------------- | ------------- | ------------------- | ------------------- | ------------------ |
| 1  | 20. Mai       | Monaco        | Nicole Göldi        | Justine Tonso       | Sofia Wiedenroth   |
| 2  | 21. Mai       | Monaco        | Justine Tonso       | Nicole Göldi        | Anna Spielmann     |
| 3  | 10. Juni      | Bologna       | Nathalie Schneitter | Justine Tonso       | Sofia Wiedenroth   |
| 4  | 11. Juni      | Bologna       | Nicole Göldi        | Nathalie Schneitter | Anna Spielmann     |
| 5  | 15. Juli      | Val Seriana   | Sofia Wiedenroth    | Nathalie Schneitter | Justine Tonso      |
| 6  | 16. Juli      | Val Seriana   | Justine Tonso       | Nathalie Schneitter | Sofia Wiedenroth   |
| 7  | 29. August    | Spa           | Justine Tonso       | Sofia Wiedenroth    | Antonia Daubermann |
| 8  | 30. August    | Spa           | Sofia Wiedenroth    | Justine Tonso       | Antonia Daubermann |
| 9  | 2. September  | Bielstein     | Justine Tonso       | Sofia Wiedenroth    | Antonia Daubermann |
| 10 | 3. September  | Bielstein     | Justine Tonso       | Sofia Wiedenroth    | Antonia Daubermann |
| 11 | 22. September | Girona        | Sofia Wiedenroth    | Justine Tonso       | Barbora Vojta      |
| 12 | 23. September | Girona        | Justine Tonso       | Anna Spielmann      | Barbora Vojta      |
| 13 | 21. Oktober   | Castelldefels | Anna Spielmann      | Nathalie Schneitter | Sofia Wiedenroth   |

Gesamtwertung
| Platz | Name                | Punkte |
| ----- | ------------------- | ------ |
| 1     | Justine Tonso       | 269    |
| 2     | Sofia Wiedenroth    | 238    |
| 3     | Antonia Daubermann  | 139    |
| 4     | Nathalie Schneitter | 105    |
| 5     | Anna Spielmann      | 103    |
| 6     | Nicole Göldi        | 83     |